# Jo Benkow

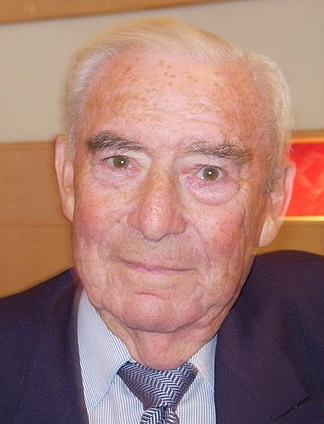
Jo Benkow (2007)

Jo Benkow (eigentlich Josef Elias Benkowitz; * 15. August 1924 in Trondheim; † 18. Mai 2013 in Oslo) war ein norwegischer Politiker der konservativen Partei Høyre. Von 1965 bis 1993 war er Abgeordneter im Storting, ab 1985 war er der Parlamentspräsident. Zwischen 1980 und 1984 war er der Vorsitzende seiner Partei.

## Leben
Benkow war Mitglied der kleinen jüdischen Gemeinschaft Norwegens und jüdischen Glaubens und als Fotograf tätig, bevor er in die Politik ging.
Im Jahr 1942 musste er aufgrund der Verfolgung im besetzten Norwegen, nach Schweden und in der Folge nach Großbritannien und Kanada fliehen, wo er in den Norwegischen Luftstreitkräften diente. Nach dem Krieg kehrte er nach Norwegen zurück und nahm seinen Beruf als Fotograf wieder auf. Von 1949 bis 1965 betrieb er sein eigenes Fotostudio und er arbeitete bis 1956 als Redakteur bei der Zeitschrift Norsk Fotografisk Tidsskrift. In der Zeit von 1959 bis 1967 saß er im Kommunalparlament von Bærum, von 1962 bis 1966 zudem im Fylkesting der damaligen Provinz Akershus.

### Storting-Abgeordneter
Benkow zog bei der Parlamentswahl 1965 erstmals in das norwegische Nationalparlament Storting ein. Dort vertrat er bis 1993 den Wahlkreis Akershus. Er wurde zunächst Mitglied des Sozialausschusses, was er drei Legislaturperioden bis 1977 blieb. Nach der Wahl 1977 ging er in den Justizausschuss über, wo er Vorsitzender wurde. Im Oktober 1980 wechselte Benkow in den Verwaltungsausschuss. Er ging im Anschluss an die Stortingswahl 1981 in den Außen- und Konstitutionsausschuss über, bevor er im Oktober 1983 zurück in den Justizausschuss ging. Ein Jahr später wurde er erneut Teil des Außenausschusses. In dieser Zeit diente Benkow zudem als Fraktionsvorsitzender der Høyre-Gruppierung. 

### Parteivorsitzender und Parlamentspräsident
Nachdem er bereits zwischen 1974 und 1980 der stellvertretende Parteivorsitzende war, übernahm er im Jahr 1980 den Posten als Vorsitzender der Høyre. Er behielt den Posten bis 1984.
In der Legislaturperiode zwischen 1985 und 1989 saß er im Seefahrts- und Fischereiausschuss. Zudem wurde er zum Parlamentspräsidenten gewählt, was er über zwei Perioden bis September 1993 blieb. In seiner letzten Legislaturperiode von 1989 bis 1993 war er zunächst im Verteidigungsausschuss vertreten, bevor er 1990 in den Sozialausschuss überging.

### Zeit nach der Politik
Nach seiner Zeit im Parlament war er von 1994 bis 1996 als Gastprofessor an der Boston University tätig. Zudem schrieb er weitere Bücher, nachdem er bereits 1980 sein erstes Buch veröffentlichte.
Benkow starb im Mai 2013 im Alter von 88 Jahren in Oslo. Er war mit der Politikerin Annelise Høegh (1948–2015) verheiratet.

## Bibliographie (Auswahl)
- Fra synagogen til Løvebakken (1985)
- Olav – menneske og monark (1991)
- Hundre år med konge og folk (1998)

## Auszeichnungen (Auswahl)
- 1985: Bokhandlerprisen
- 1990: Finnischer Orden der Weißen Rose (Großkreuz)
- 1995: Ehrendoktor der Boston University
- 1998: Sankt-Olav-Orden (Kommandeur)